# MusicVision
Die MusicVision GmbH ist ein Schweizer Musikverlag für Kindermusik, Kinderlieder, Liederhefte, Liederbücher, digitale Medien, Kinderlieder-Videos und Noten. Der Verlag ist in Küsnacht, Kanton Zürich, ansässig.

## Autoren
- Gerda Bächli
- Allison Clark
- Viviane Dommann
- Katharina Albisser
- Bettina Boller
- Toby Frey

## Auszeichnungen
MusicVision erhielt für folgende Produktionen die Auszeichnung „Besonders empfohlen“ und „Empfohlen“ von der Vereinigung zur Förderung Schweizer Jugendkultur:
- „Es Huus voll Musig“[3]
- „Huiii“[4]
- „Hände und Füsse“
- „Daniel“
- „Näbelhäx und Wienachtsstern“
- „Traumschiffchen“[5]
- „D'Zyt isch da“
- „En Bsuech by de Zwergli“[6]

Die Produktion „Immer de Hans“ von Katharina Albisser und Daniela Rütimann erhielt 2011 das »Silberne Chrönli« der Vereinigung zur Förderung Schweizer Jugendkultur.